# Kanton Arles-Est
Kanton Arles-Est (fr. Canton d'Arles-Est) je francouzský kanton v departementu Bouches-du-Rhône v regionu Provence-Alpes-Côte d'Azur. Skládá se ze tří obcí.

## Obce kantonu
- Arles (východní část)
- Fontvieille
- Saint-Martin-de-Crau